# Магдалена Шварцбург-Рудольштадтська
Магдалена Шварцбург-Рудольштадтська (нім. Magdalene von Schwarzburg-Rudolstadt, 12 травня 1580 — 22 квітня 1652) — графиня Шварцбург-Рудольштадтська з роду Шварцбургів, донька графа Шварцбург-Рудольштадту Альбрехта VII та графині Нассау-Ділленбурзької Юліани, дружина сеньйора Гери, Лобенштайну та Краніхфельду Генріха II Ройсса.

## Біографія
Народилась 12 травня 1580 року в Рудольштадті. Була четвертою дитиною та третьою донькою в родині графа Шварцбург-Рудольштадту Альбрехта VII та його першої дружини Юліани Нассау-Ділленбурзької. Мала старшого брата Карла Ґюнтера та сестер Єлизавету Юліану і Софію. Згодом сімейство поповнилося шістьома молодшими дітьми, п'ятеро з яких досягли дорослого віку. Резиденцією сім'ї був замок Гайдексбург у Рудольштадті.
Втратила матір у 8-річному віці. Батько невдовзі узяв другий шлюб з Альбертіною Лейнінген-Вестербурзькою.
У 17-річному віці була видана заміж за 24-річного сеньйора Гери, Лобенштайну та Краніхфельду Генріха II Ройсса. Весілля пройшло 21 травня 1597 року в Рудольштадті. Наречений був удівцем і мав малолітню доньку від першого шлюбу. Його змальовували як людину рідкісної фізичної сили та богатирської статури. У подружжя народилося сімнадцятеро спільних дітей. Основною резиденцією сімейства слугував замок Остерштайн в Гері.
Оскільки землі були обтяжені боргами, Генріх у 1608 році вирішив перейти в режим суворої економії й фінансувати двір виключно прибутками з Гери, а доходами з інших міст погашати борги. Втім, до своєї смерті у 1635 році виплатити усі борги йому не вдалося. Справу завершили сини у 1647 році.
Магдалена померла 22 квітня 1652 року. Була похована в Гері.

## Родина
Чоловік — Генріх II Ройсс
Діти:

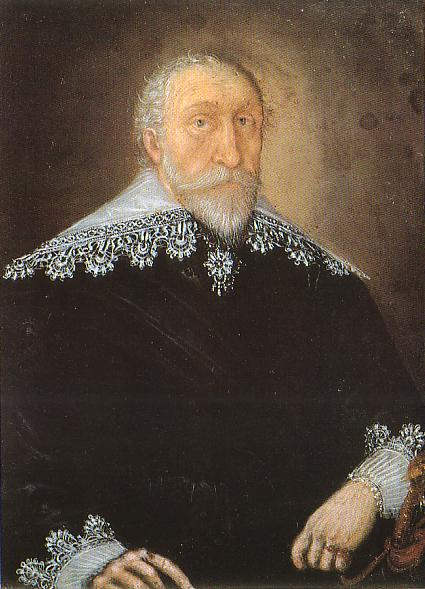
Портрет Генріха II Ройсса пензля Йоганна Добенекера, близько 1630, Міський музей Гери

- Юліана Марія (1598—1650) — дружина графа Давіда фон Мансфельд-Шраплау, мала сина та доньку;
- Генріх I (21 лютого—27 липня 1599) — прожив 5 місяців;
- Агнеса (1600—1642) — дружина графа Ернста Людвіга фон Мансфельд-Гельдрунгена, мала трьох дітей, що померли в ранньому віці;
- Єлизавета Магдалена (1601—1641) — одружена не була, дітей не мала;
- Генріх II (1602—1670) — сеньйор Гери та Заальбурга, був одружений з графинею Катериною Єлизаветою Шварцбург-Зондерсгаузенською, мав шестеро дітей;
- Генріх III (1603—1640) — був одружений з рейнграфинею Юліаною Єлизаветою Зальм-Нойфільською, мав сина та доньку;
- Генріх IV (1604—1628) — одруженим не був, дітей не мав;
- Генріх V (3—7 листопада 1606) — прожив 4 дні;
- Генріх VI (3—7 листопада 1606) — прожив 4 дні;
- Софія Ядвіґа (1608—1653) — одружена не була, дітей не мала;
- Доротея Сибілла (1609—1631) — дружина барона Крістіана Шенка фон Таутенбурга,[4] мала двох синів, що померли немовлятами;[5]
- Генріх VII (1610—1611) — прожив 9 місяців;
- Генріх VIII (19 червня—24 вересня 1613) — прожив 3 місяці;
- Анна Катерина (1615—1682) — одружена не була, дітей не мала;
- Генріх IX (1616—1666) — сеньйор Шляйца у 1647—1666 роках, одруженим не був, дітей не мав;
- Ернестіна (1618—1650) — дружина герра Отто Альбрехта фон Шонбург-Вальденбург-Гартенштайна, мала дев'ятеро дітей;
- Генріх X (1621—1671) — сеньйор Лобенштайну та Еберсдорфу у 1647—1671 роках, сеньйор Гіршбергу у 1664—1671 роках, був одружений з Марією Сибіллою Ройсс-Обергряйцькою, мав дванадцятеро дітей.